# Fem Boeters
Fem Boeters (Kwintsheul, 17 maart 2002) is een Nederlandse handbalster die uitkomt voor het Duitse TSV Bayer 04 Leverkusen.

## Biografie
Boeters speelde in haar jeugdjaren voor HV Quintus. Deze club verliet ze in 2021 voor drie maanden voor een overstap naar het Duitse Füchse Berlin, actief in de 2e Bundesliga. Na deze drie maanden keerde ze terug bij HV Quintus, waarmee ze uitkwam in de EHF European Cup. In 2022 verhuisde Boeters definitief naar Duitsland om daar voor TSV Bayer 04 Leverkusen te gaan handballen. Ze tekende een tweejarig contract in Leverkusen. In april 2025 maakte TSV Bayer 04 Leverkusen bekend dat Boeters na het seizoen afscheid nam van de Duitse club. Ze zal terugkeren naar een nog onbekende club in Nederland.
Met het Nederlandse jeugdelftal nam Boeters deel aan het EK -17 in 2019. Op dit eindtoernooi eindigde ze op een vijftiende plaats. Een jaar later nam ze met hetzelfde jeugdelftal deel aan het WK -20 in Slovenië, waar ze een bronzen medaille wist te winnen.

## Onderscheidingen

### Internationaal
- - WK -20 (2020)